# Swetlana Wjatscheslawowna Lauchowa
Swetlana Wjatscheslawowna Lauchowa (russisch Светлана Вячеславовна Лаухова, engl. Transkription Svetlana Laukhova; * 1. Februar 1973; † 28. Oktober 2023) war eine russische Leichtathletin, die sich auf den Hürdenlauf spezialisiert hat. Ihren größten Erfolg feierte sie mit dem Vizehalleneuropameistertitel über 60 m Hürden 1998 in Valencia.

## Sportliche Laufbahn
Erste internationale Erfahrungen sammelte Swetlana Lauchowa im Jahr 1991, als sie bei den Junioreneuropameisterschaften in Thessaloniki für die Sowjetunion startend mit 14,18 s im Halbfinale über 100 m Hürden ausschied und mit der sowjetischen 4-mal-100-Meter-Staffel den Finaleinzug verpasste. Im Jahr darauf gewann sie bei den Juniorenweltmeisterschaften in Seoul in 13,55 s die Bronzemedaille über 100 m Hürden und startete dabei für das Vereinte Team. 1994 schied sie bei den Halleneuropameisterschaften in Paris für Russland startend mit 8,15 s im Halbfinale im 60-Meter-Lauf aus und im Jahr darauf gewann sie bei der Sommer-Universiade in Fukuoka in 13,08 s die Bronzemedaille hinter der Madagassin Nicole Ramalalanirina und Olena Krassowska aus der Ukraine. 1997 schied sie bei den Hallenweltmeisterschaften in Paris mit 8,25 s im Vorlauf über 60 m Hürden aus und im August gelangte sie bei den Freiluft-Weltmeisterschaften in Athen mit 12,98 s im Finale auf den siebten Platz über 100 m Hürden. Daraufhin gewann sie bei den Studentenweltspielen in Catania in 13,22 s erneut die Bronzemedaille, diesmal hinter der Nigerianerin Angela Atede und Feng Yun aus der Volksrepublik China. Im Jahr darauf gewann sie bei den Halleneuropameisterschaften in Valencia in 8,01 s die Silbermedaille über 60 m Hürden hinter der Französin Patricia Girard und kam im Juli bei den Goodwill Games in New York City über 100 m Hürden nicht ins Ziel. 1999 schied sie bei den Weltmeisterschaften in Sevilla mit 12,86 s im Halbfinale aus und auch bei den Olympischen Sommerspielen im Jahr darauf in Sydney schied sie mit 12,95 s im Semifinale aus. 2001 belegte sie bei den Hallenweltmeisterschaften in Lissabon in 7,99 s den fünften Platz über 60 m Hürden und im August wurde ihr Ergebnis bei den Weltmeisterschaften im kanadischen Edmonton nachträglich wegen eines positiven Dopingtests annulliert. Im Jahr darauf kam sie bei den Halleneuropameisterschaften in Wien mit 8,28 s nicht über den Vorlauf über 60 m Hürden hinaus und im August schied sie bei den Freiluft-Europameisterschaften in München mit 13,06 s im Halbfinale über 100 m Hürden aus. Zudem belegte sie beim IAAF World Cup in Madrid in 13,14 s den sechsten Platz. 20003 schied sie bei den Weltmeisterschaften nahe Paris mit 12,98 s im Semifinale aus und beendete daraufhin ihre aktive sportliche Karriere im Alter von 30 Jahren.
In den Jahren 2001 und 2002 wurde Lauchowa russische Meisterin im 100-Meter-Hürdenlauf sowie 1996 und von 2001 bis 2003 Hallenmeisterin über 60 m Hürden.

## Persönliche Bestleistungen
- 100 m Hürden: 12,72 s (+0,8 m/s), 13. Juli 2001 in Tula
  - 60 m Hürden (Halle): 7,94 s, 27. Februar 1994 in Lipezk

## Persönliches
Lauchowa war mit dem russischen Fußballspieler und -trainer Sergei Dmitrijew verheiratet, der 2022 verstarb. Im darauffolgenden Jahr verstarb auch Lauchowa im Alter von 50 Jahren. Auch ihr gemeinsamer Sohn Igor Dmitrijew (* 2004) ist als Fußballspieler aktiv.